# Taare Zameen Par
Cậu bé đặc biệt (tiếng Hindi: Taare Zameen Par, tiếng Anh: Like Stars on Earth) là một bộ phim tâm lý - học đường Ấn Độ do Aamir Khan làm đạo diễn. Bộ phim kể về một cậu bé 8 tuổi tên là Ishaan. Mặc dù cậu rất giỏi vẽ, nhưng thành tích học tập thấp kém của cậu khiến ba mẹ cậu phải gửi cậu vào trường nội trú. Nikumbh - giáo viên dạy vẽ mới trong trường của Ishaan - phát hiện cậu bị chứng rối loạn đọc viết, và anh đã giúp Ishaan vượt qua khỏi tật này.
Bộ phim ra mắt vào ngày 21 Tháng 12 năm 2007 tại Ấn Độ, và UTV Home Entertainment phát hành một DVD cho khán giả Ấn Độ trong năm 2008. Disney phát hành DVD quốc tế đầu tiên vào năm 2010,  đánh dấu sự kiện đặt hàng đầu tiên của quyền phân phối cho một bộ phim Ấn Độ bởi một công ty toàn cầu.

## Nội dung
Ishaan Awasthi (Darsheel Safary) là một cậu bé tám tuổi, cậu không thích trường học và tất cả các bài kiểm tra cậu hay bị điểm kém. Cậu thấy rằng các bài học, câu chữ và con toán đều rất khó khăn và hay nhảy loạn xạ trong đầu cậu, và cậu bị coi thường bởi các giáo viên và các bạn học của mình. Nhưng bên trong cậu là một thế giới đầy huyền diệu và sắc màu mà cậu không thể chia sẻ cùng bất kỳ ai. Và cậu là một nghệ sĩ có tài năng không được công nhận.
Cha của Ishaan, ông Nandkishore Awasthi (Vipin Sharma), là một giám đốc điều hành thành công, luôn hy vọng con cái của ông sẽ vượt trội. Mẹ cậu, bà Maya Awasthi (Tisca Chopra), một bà nội trợ, đã rất thất vọng bởi sự bất lực của mình trong việc giáo dục cậu con trai nhỏ. Trong khi đó, anh trai Ishaan, Yohaan (Sachet Engineer), lại là một học sinh xuất sắc và một học trò gương mẫu. Và Ishaan thường xuyên bị chê trắc và nhắc nhở.
Sau khi nhận được thông báo về kết quả học tập không tốt của cậu ở trường, cha mẹ của Ishaan quyết định gửi cậu đến một trường nội trú. Ở đó, cậu chìm vào một trạng thái của sự sợ hãi và trầm cảm, dù đã kết bạn với Rajan (Tanay Chheda), là một học sinh khuyết tật và là một trong những học sinh đứng đầu trong lớp học của mình. Mọi chuyện đã hoàn toàn thay đổi khi Ram Shankar Nikumbh (Aamir Khan), giáo viên dạy vẽ mới tới trường cậu dạy. Là một giáo viên có kinh nghiệm tại trường chuyên biệt Tulips, Nikumbh có cách giảng dạy hoàn toàn khác biệt với của người tiền nhiệm nghiêm khắc của lớp. Nikumbh phát hiện Ishaan thường không vui và tách biệt với các hoạt động của lớp. Và anh nhận ra kết quả học tập thấp kém của Ishaan là dấu hiệu của chứng khó đọc. Vào ngày nghỉ của mình, Nikumbh tới thăm cha mẹ Ishaan nói chuyện về kết quả học tập của con trai họ và nguyên nhân có thể do chứng khó đọc. Và anh nhận ra trong các tác phẩm của Ishaan có một sự tinh tế hiếm thấy. Nhưng cha của Ishaan nghi ngờ những điều Nikumbh nói và ông cho rằng thật sự kết quả học tập của cậu bé kém là do cậu lười nhác và kém thông minh. Nikumbh sau đó đã bắt cha của Ishaan đọc một dòng chữ tiếng Trung Quốc trên một chiếc hộp đồ chơi và mắng ông khi ông không thể đọc, sau đó Nikumbh nói rằng đây chính là điều mà Ishaan đang phải trải qua ở trường.  Nikumbh mô tả chứng khó đọc với họ và giải thích rằng nó không phải là một dấu hiệu của kém thông minh. Và anh đề nghị được dạy kèm Ishaan, làm nổi bật khả năng nghệ thuật của cậu bé.
Ngày hôm sau khi đến lớp, Nikumbh đã kể những câu chuyện về những người nổi tiếng từng bị chứng khó đọc. Khi tất cả học sinh rời khỏi lớp học, Nikumbh bảo Ishaan ở lại và thổ lộ rằng chính anh cũng đã từng bị chứng khó đọc, và phải trải qua nhiều khó khăn. Nikumbh sau đó tời gặp hiệu trưởng của trường và đã có được sự cho phép để trở thành gia sư của Ishaan. Anh cố gắng cải thiện khả năng đọc và viết của Ishaan bằng cách sử dụng các kỹ thuật khắc phục chứng khó đọc được phát triển bởi các chuyên gia chứng khó đọc. Dần dần Ishaan đã quan tâm đến ngôn ngữ học và toán học, và điểm số của cậu được cải thiện tuyệt đối.
Đến cuối năm học, Nikumbh tổ chức một cuộc thi nghệ thuật cho toàn bộ giáo viên và học sinh. Cuộc thi được đánh giá bởi nghệ sĩ Lalita Lajmi. Và Ishaan, nổi bật với phong cách sáng tạo của mình, đã dành chiến thắng tuyệt đối và Nikumbh, người vẽ chân dung Ishaan, đoạt giải á quân. Qua cuộc thi, ngài hiệu trưởng đã thông báo rằng Nikumbh đã trở thành giáo viên chính thức của trường. Khi cha mẹ Ishaan gặp giáo viên của Ishaan vào ngày bế giảng của trường, họ không nói nên lời bởi sự chuyển biến bất ngờ của Ishaan. Xúc động, cha của Ishaan cảm ơn Nikumbh. Khi Ishaan chuẩn bị lên xe để trở về với ba mẹ, Ishaan quay ngược lại và chạy về phía Nikumbh. Bộ phim kết thúc với cảnh Nikumbh tung Ishaan lên trời.

## Diễn viên
- Darsheel Safary trong vai Ishaan Awasthi.
- Aamir Khan trong vai Ram Shankar Nikumbh, giáo viên dạy vẽ mới của trường Kỷ Nguyên Mới.
- Vipin Sharma trong vai ông Nandkisore Awasthi, cha của Ishaan.
- Tisca Chopra trong vai bà Maya Awasthi, mẹ của Ishaan.
- Sachet Engineer trong vai Yohan Awasthi, anh trai Ishaan.
- Girija Oak trong vai Jabeen, đồng nghiệp của Nikumbh tại trường Tulips.
- Tanay Chheda trong vai Rajan Damodaran, bạn của Ishaan tại trường.
- M. K. Raina trong vai hiệu trưởng trường Kỷ Nguyên Mới.
- Gurkirtan Chauhan vai phụ trách ký túc xá trường Kỷ Nguyên Mới.
- Bugs Bhargava vai thầy Sen, giáo viên dạy tiếng Anh tại Trường Kỷ Nguyên Mới.

## Giải thưởng
Phim đã đoạt được nhiều giải thưởng, trong đó có giải thưởng Filmfare 2008 và giải thưởng phim Quốc gia 2008 về Phúc lợi gia đình và nhiều giải khác. Phim đã từng được đề cử dự thi dành giải Oscar phim nước ngoài hay nhất nhưng không thành công.